# Ведищев, Захар Андреевич
Захар Андреевич Ведищев (род. 9 июля 2000, Россия) — российский профессиональный баскетболист, играющий на позиции атакующего защитника.

## Карьера
11 февраля 2018 года стал обладателем Кубка России. В финальном матче против «Нижнего Новгорода» (85:64) провёл на площадке 3 минуты 22 секунды, но результативными действиями не отметился.
В сезоне 2018/2019 был одним из лидеров «Локомотива-Кубань-2» в Единой молодёжной лиге ВТБ со средними показателями 18 очков, 2,6 передачи и 2,8 подбора за игру.
В декабре 2018 года был признан «Самым ценным игроком» Единой молодёжной лиги ВТБ по итогам месяца. В 7 играх в среднем набирал 19,9 очка, 1,6 передачи, 2,3 подбора и 13,6 балла за эффективность. Принял участие в 11 матчах за «Локомотив-Кубань-ЦОП» в Суперлиге-2 и набирал 15,6 очков, 2,3 передачи и 3 подбора.
Сезон 2019/2020 Ведищев начинал в аренде в литовском «Нявежисе» и за 8 игр набирал 6,6 очков в среднем за игру. В декабре 2019 года вернулся в «Локомотив-Кубань», где провёл 11 матчей. Ещё 2 игры сыграл в составе «Локомотива-Кубань-2-ЦОП» в Единой молодёжной лиге ВТБ.
В июне 2020 года Ведищев продолжил карьеру в университете Юта Стэйт. В 5 матчах NCAA в составе команды «Юта Стэйт Аггис» Захар набирал в среднем 2,2 очка.
В августе 2021 года Ведищев вернулся в «Локомотив-Кубань».
В сезоне 2021/2022 Ведищев принял участие в 3 турнирах. В Еврокубке его статистика составила 3,6 очка, 0,7 передачи и 0,7 подбора. В Единой лиге ВТБ Захар сыграл 25 матчей, в которых набирал 5,8 очка, 0,7 передачи и 1,6 подбора. В Суперлиге-1 принял участие в 3 матчах и отметился статистикой в 13,0 очка, 3,0 передачи и 2,9 подбора.
В июле 2022 года Ведищев подписал новый 2-летний контракт с «Локомотивом-Кубань».
В сезоне 2022/2023 Ведищев стал серебряным призёром Единой лиги ВТБ и чемпионата России.
В июле 2024 года Ведищев перешёл в «Енисей». В 27 матчах Единой лиги ВТБ средняя статистка Захара составила 2,8 очка, 0,7 передачи и 0,6 подбора.
В феврале 2025 года Ведищев покинул «Енисей» и перешёл в «Динамо» (Владивосток).

## Сборная России
Летом 2019 года Ведищев принял участие в чемпионате мира (до 19 лет), где в составе молодёжной сборной России занял 5 место. Стал лучшим снайпером сборной (16,5 очков в среднем за игру) и продемонстрировал лучшие показатели в команде по трёхочковым броскам (21 из 52 бросков, 40,4%). На этом турнире он сыграл 6 матчей, пропустив только встречу с Китаем в 1/8 финала. В первом матче против Аргентины Ведищев набрал 17 очков, 3 передачи и 5 подборов за 25 минут на площадке. В матче против Греции на его счету 8 очков за 19 минут, а против Филиппин – 6 очков за 18 минут. В 1/4 сборная России играла против США (будущих чемпионов), и Ведищев отметился 24 очками. В поединках за 5-8 место его показатели сыграли основополагающую роль в успехе команды в матчах против Сербии (22 очка и 9 передач) и Пуэрто-Рико (22 очка).
В июле 2019 года получил приглашение в открытый тренировочный лагерь для ближайшего резерва сборной России.
В мае 2021 года принял участие в просмотровом лагере для кандидатов в сборную России.
В ноябре 2021 года Ведищев был включён в резервный список игроков сборной России для участия в подготовке к матчам квалификации Кубка мира-2023 со сборными Италии и Исландии.
В январе 2023 года Ведищев принял участие в расширенном просмотровом сборе кандидатов в сборную России.

## Достижения
- Серебряный призёр Единой лиги ВТБ: 2022/2023
- Серебряный призёр чемпионата России: 2022/2023
- Обладатель Кубка России: 2018/2019